# Čitač elektronskih knjiga
Čitač elektronskih knjiga, poznat i pod nazivom e-book reader, je mobilni elektronski uređaj koji je dizajniran prvenstveno za potrebe čitanje digitalnih e-knjige i časopisa.
Svaki uređaj koji može prikazati tekst na ekranu može raditi kao e-čitač knjiga, ali specijalizirani čitači e-knjiga su dizajnirani baš i pre svega za čitanje tekstova.
Glavne prednosti čitača e-knjiga bolja čitljivost njihovih ekrana, posebno po jakom suncu i duže trajanje baterije. To se postiže pomoću tehnologije elektronskog papira za prikaz sadržaja čitaocima.
Elektronski papir je trenutno komercijalno dostupan samo u crno-beloj tehnici i ne može prikazivati video sadržaje.
U zavisnost od veličine memorije jedan čitač može sadržati više hiljada knjiga.
Čitač najviše liči na tabletne računare a ima sličnosti sa mobilnim telefonima najnovije generacije. Može se očekivati da će vremenom tableti „progutati“ čitače, na način kao što je npr. mobilnim telefonima dodata aplikacija fotoaparata, ali za sada to nije slučaj. 
Trenutno cena čitača je daleko prihvatljvija od cene tableta. Takođe je ostavljena mogućnost kupcu da kupi ono što želi, a ne i aplikacije koje mu objektivno ne trebaju i neće ih koristiti.

## „Nabavka knjiga“
Knjige se kod pojedinih modela mogu direktno daunlodovati sa Interneta, dok kod drugih modela knjige se prvo daunloduju na računar pa se na čitač prenose preko odgovarajućih kablova i portova.
Elektronske knjige kupljene na ovaj način su jeftinije jer nema troška štampanja knjige, tako da je trend u svetu da se knjžare zatvaraju, i da je u 2012. godini broj prodatih elektronskih knjiga u Americi prevazišao broj štampanih knjiga.
Sama transakcija, kupovina knjige, kod čitača koji imaju pristup Internetu, obavlja se elektronski, brzo bez posete npr. knjižari.

## Tipični tehnički podaci
Težina: 150-400gr
Trajanje baterije: vreme potrebno da se pročita jedna knjiga
Kapacite memorije: od 2 Gb do 32 Gb (sa proširivanjem memorije)
Veličina ekrana (dijagonala) 5 – 7 inča
Veličina čitača: Od čitača koji staju u džep do čitača veličine osrednje knjige.

## Podešavanja
Na čitačima može da se podesi kontrast, pozadinsko osvetljenje, veličina fonta, način prikazivanja strane (cele ili deo), automatsko okretanje strane, jačina zvuka kod reprodukcije audio i video fajlova.

## Dodatne funkcije
Od tekstualnih fajlova u zavisnosti od čitača, prepoznaju se sledeći tekstualni formati: MOBI, ePUB, TXT, PDF...
Čitači obično mogu i da:
- prikazuju slike (formati: JPEG, GIF, BMP.PNG...)

- video klipove (formati: MP4, FLV, MPG, VOB, AVI, RM, MOV...)

- muzičke klipove (formati: MP3, WAV, WMA...)